# Дамари, Шошана
Шошана́ Дама́ри (ивр. שושנה דמארי‎; 31 марта 1923, Дамар, Йемен — 14 февраля 2006, Тель-Авив, Израиль) — израильская певица йеменского происхождения, лауреат Государственной премии Израиля (1988).

## Биография
В 1924 году вместе с семьёй репатриировалась из Дамара (Йемен) в Палестину. В детстве пела вместе с матерью на свадьбах, а уже в 14 лет исполнила первую песню на радио.
Известность ей принесло исполнение многих песен композитора Моше Виленского, в особенности «Каланийо́т» (כלניות ; «Анемоны»). Эта песня, часто включаемая в альбомы, принесла ей наибольший успех, она является своего рода «визитной карточкой» певицы.
Первая запись на студии состоялась в 1948 году.
За более чем 40-летнюю карьеру записала такие известные песни, как «Ор» (אור ; «Свет»), «Хора» (הורה ; еврейский национальный танец hо́ра), «Шней шошани́м» (שני שושנים ; «Две лилии»), «Цари́х лецалце́ль паама́йим» (צריך לצלצל פעמיים ; «Звонить два раза»).
Последней заметной работой Дамари, привлекшей внимание прессы, было участие в записи нового альбома дуэтов (1996) с другой прославленной израильской певицей Яфой Яркони. Исполненная ими вместе песня «Кше-хайи́ну йелади́м» (כשהיינו ילדים ; «Когда мы были детьми») была написана в Войну Судного дня и, как считалось, каждая из певиц тогда претендовала на то, чтобы именно она публично исполнила и впервые записала её.
Почти 11 лет Дамари прожила в США, изредка выступая перед многочисленной местной еврейской общиной. В одном из интервью певица рассказывала: «Перед тем, как покинуть Америку, я провела прощальный концерт, на котором плакали зрители. А один миллионер предложил мне виллу с бассейном, только чтобы я осталась».
Впоследствии 30 лет жила в Тель-Авиве. Несмотря на возраст, продолжала выступать.
В 1988 году певица была удостоена Государственной премии Израиля за вклад в песенное творчество на иврите.
В 2005 году записала два трека для альбома Идана Райхеля (Idan Raichel Project) «Ми-маамаки́м», что стало последним осуществлённым ей заметным проектом.
Шошана Дамари умерла от пневмонии в больнице в Тель-Авиве 14 февраля 2006 года.